# Tarquin le Superbe fondant le temple de Jupiter Capitolin
Tarquin le Superbe fondant le temple de Jupiter sur le Capitole est une fresque détachée rapporté sur toile (132 × 150 cm) de Perin del Vaga, datant d'environ 1521 et conservée au musée des Offices de Florence. Elle provient du Palais Baldassini de Rome.

## Histoire
Cette œuvre a été détachée, avec  La Justice de Zaleucos dans le même palais lors de sa restauration en 1830. Elle est arrivée au musée des Offices en 1880, pour combler une lacune de l'école de Raphaël. Elle provient d'une série de scènes sur l'Histoire de Rome, exposée au piano nobile. Cette série a également été commentée par Vasari. Cette scène est tirée de Tite-Live (Ab Urbe Condita, I).

## Description
Le roi Tarquin le Superbe est représenté à gauche de la fresque avec le bras levé et habillé comme un guerrier. Il regarde l'architecte dessiner un plan posant les fondations du Temple de Jupiter sur le Capitole, édifice religieux situé sur l'acropole de la Rome. Il est assisté par des personnages variés qui, avec leurs gestes et leurs regards, dirigent l'œil de l'observateur dans tous les sens. Certains personnages s'embrassent, peut-être pour symboliser le temps de la concorde.
Entre les colonnes apparaît une Rome fantasmée et couronnée de nombreux monuments.

## Style
La scène offre une monumentalité et un récit vif dans le style des élèves formés au côté de Raphaël dans les Chambres du Vatican. En particulier, certains détails, comme les gens enlaçant  les colonnes semblent être directement inspirés par d'autres fresques de Raphaël, comme l'Héliodore chassé du temple. On y retrouve les mêmes tons pastel pour les vêtements des personnages.